# Парк Лёвенру
Лёвенру (эст. Löwenruh) — парк в Таллине, столице Эстонии. Расположен в районе Кристийне.
Границами парка служат улицы Мустамяэ, Линну, Алги и Ряэгу. Основная территория парка и окружающая его территория занимает площадь в 9 гектаров.
Вход в парк расположен со стороны улицы Мустамяэ. Рядом со входом находится одноимённый ресторан. В парк ведёт мостик через пруд.
Среди зелёных насаждений преобладают ольха чёрная и клён остролистный, встречаются также конский каштан обыкновенный, ива, ясень обыкновенный, красный дуб, рябина и другие виды деревьев и кустарников. По состоянию на 2008 год число наименований растений в парке составляло около 50. 

## История
Парк расположен на месте бывшей мызы вице-губернатора Эстляндии Фридриха фон Лёвена (1654—1744), к которому участок перешёл после Северной войны. Место стало зоной отдыха в середине XIX века, до того здесь располагались различные производства.
В 1886 году усадьба и несколько хозяйственных построек сгорели в пожаре. Участок подвергся перепланировке, усадьба была восстановлена, были вырыты пруды для разведения рыбы. Рыбное хозяйство сохранялось до 1957 года. Впоследствии в парке был построен Дворец пионеров (сегодня — центр досуга Kullo).
6 мая 2004 года распоряжением Правительства Эстонии парк Лёвенру был включён в перечень охраняемых парков Таллина.
Современная планировка парка восходит к рубежу XIX—XX веков, тогда же были высажены деревья в центре парка. В 2005—2007 годах зелёные насаждения были обновлены, в 2008 году в северной части построена обширная детская игровая площадка и установлены уличные тренажёры.
Установленная позади мостика статуя льва привезена из Германии в XIX веке, когда-то была парной — вторая статуя не сохранилась.